# Линнер, Оскар
О́скар Линне́р (швед. Oscar Linnér; род. 23 февраля 1997, Дандерюд, Стокгольм) — шведский футболист, вратарь клуба «Броммапойкарна».

## Клубная карьера
В 2014 году перебрался в систему футбольного клуба «АИК».
2 июля 2015 года дебютировал в матче квалификационного этапа Лиги Европы, заменив на 27-й минуте получившего травму основного вратаря команды Патрика Карлгрена. Спустя три дня, 5 июля, дебютировал на поле в поединке шведского чемпионата против «Кальмара», не пропустив ни одного мяча..
В январе 2020 года Оскар Линнер присоединился к клубу Второй Бундеслиги «Арминии» Билефельд.
11 августа 2021 года Линнер в рамках сезонной аренды с правом выкупа присоединился к клубу «Брешия».
6 февраля 2022 года Линнер был отдан в аренду в «Сундсвалль». Однако всего через два месяца он покинул клуб. 24 августа 2022 года контракт Линнера с «Арминией» был расторгнут.
16 октября 2022 года датский клуб «Ольборг», из-за травмы Йосипа Посавеца, взял в аренду Линнера до конца года.

## Международная карьера
В 2015 года был привлечён в юношескую сборную Швеции до 19 лет.
11 января 2019 года Линнер дебютировал за национальную сборную Швеции в товарищеском матче против сборной Исландии.